# Arctosa rufescens
Arctosa rufescens Roewer, 1960 è un ragno appartenente alla famiglia Lycosidae.

## Etimologia
Il nome proprio della specie deriva dall'aggettivo latino rufescens, cioè rosseggiante, ad indicare la colorazione rosso accesa del cefalotorace.

## Caratteristiche
Il cefalotorace di colore rosso ruggine, vivido, con pattern oculare giallo pallido. L'epigino è piatto e di forma triangolare, con due setti mediani ben distinti.
Le femmine hanno il bodylenght (prosoma + opistosoma) di 9 millimetri (4 + 5).

## Distribuzione
La specie è stata reperita nel Camerun orientale: nei pressi della città di Ngaoundéré, capoluogo della Regione di Adamaoua.

## Tassonomia
Al 2016 non sono note sottospecie e dal 1960 non sono stati esaminati nuovi esemplari.